# Gunnlaug Leifsson
Gunnlaug Leifsson, död 1218 eller 1219, var munk i benediktinerklostret Tingöre (Þingeyrar) på norra Island och samtida med Karl Jónsson (Sverresagans författare) och Odd Snorrason, vilka verkade i samma kloster. Gunnlaug kallas i Sturlungasagan och Biskopssagorna "den störste av klerker" och "den boklärdaste mannen på Island". Han författade flera sagor – alla på latin – men översatte även latinska verk till norröna.

## Levnad
Ingenting är känt om Gunnlaugs släkt, men det är troligt att han härstammade från Nordlandet. Större delen av sitt liv tillbringade han i kloster, och han tycks ha varit en ansedd man ofta anlitad som rådgivare åt traktens präster.
Det framgår av flera källor att Gunnlaug varit nära vän med Gudmund Arason "den gode" – men det var innan denne år 1201 valdes till biskop i Hólar. Den kompromisslösa kyrkopolitik som Gudmund under sin ämbetstid kom att föra, och som ledde till konfrontation med nordlandshövdingarna, drev också Gunnlaug in i motståndarnas läger. När Gudmund till sist blev avsatt år 1210 var Gunnlaug en av dem som manade stiftets prästerskap att ta avstånd från sin biskop.
Att Gunnlaugs brytning med biskop Gudmund också kan ha haft personliga orsaker antyds av Arngrim Brandsson i dennes Guðmundarsaga. Gunnlaug var enligt Arngrim högmodig och hade, då han en gång på eget bevåg inför firandet av Sankt Ambrosius festdag börjat deklamera en egenhändigt författad "Ambrosiussaga" från domkyrkokoret i Hólar, blivit offentligt förnedrad av biskop Gudmund. Biskopen hade nämligen avbrutit uppläsningen och skällt ut Gunnlaug "som med välförtjänt rodnande kinder" måst lämna koret.

## Verk

### Olav Tryggvasons saga
I samtiden var Gunnlaug mest känd för sin stora, på latin avfattade, historia om Olav Tryggvason. Verket skrevs troligen för att komplettera klosterbrodern Odd Snorrasons tidigare färdigställda Óláfs saga Tryggvasonar, men endast några få brottstycken ur en översättning till norröna har överlevt; de flesta genom att på 1300-talet ha blivit infogade i den stora Olav Tryggvason-sagan (Óláfs saga Tryggvasonar en mesta). Sagan sägs ha varit mycket omfattande och bör också ha varit en av Snorre Sturlassons källor för Heimskringlas skildring av Olav Tryggvasons liv. Men till skillnad från Snorre kan Gunnlaug i sin skrivarverksamhet knappast misstänkas för att ha tillämpat källkritik, då spår av sådan ej kunnat påträffas i hans övriga skrifter. Ett tema i boken lär enligt Flatöbokens Olav Tryggvason-saga (kap. 400) ha varit hur kung Olav mirakulöst överlevde slaget vid Svolder. Gunnlaug tycks mycket samvetsgrant, men utan sovring, ha samlat allt vad han läst och "hört sannfärdiga män berätta", vilket kan förklara sagans vidlyftighet. En annan förklaring är att den enligt Flatöboken också innehållit flera tilläggssagor, däribland – troligen – den latinska sagan om Torvald vittfaren, som också den är förlorad men vars innehåll finns delvis bevarat i en kort översättning till norröna: Þorvalds þáttr viðfǫrla.

### Jóns saga
Gunnlaugs andra stora verk är sagan om den förste biskopen på Hólar, Jon Ögmundsson (Jón Ǫgmundarson), död 1121 och därefter ansedd som helgon. Sagans latinska originalversion har gått förlorad, men innehållet finns bevarat i en norrön översättning: Jóns saga. Enligt prologen skrevs sagan på uppmaning av biskop Gudmund Arason – det var innan brytningen mellan honom och Gunnlaug hade inträffat.
Sagan består av två delar. Den första (kap. 1-39) skildrar biskopens levnad medan den andra (kap. 43ff) innehåller en stor samling järtecken, främst helbrägdagörelser av folk och fä, som biskopen påstås ha utfört efter sin död. De båda delarna binds samman av tre kapitel om biskopens begravning.
Någon fyllig bild av biskopens levnad ger inte sagan, trots dess digra omfång, och framställningen är mycket okritisk. Det är tydligt att sagans främsta syfte har varit att tjäna som uppbyggelse för dåtidens troende.

### Torlak den heliges mirakler
Innan Gudmund Arason blev biskop 1201, sände han en samling järtecken rörande salig Torlak Torhallsson (Þorlákr Þórhallsson) – före detta biskop i Skálholt och senare Islands skyddshelgon – till Gunnlaug för att denne skulle översätta dem till latin. En sådan mirakelsamling var ett nödvändigt underlag för en helgonförklaring. I allt insamlades drygt 90 mirakler under åren 1197-1200. (Torlak hade avlidit 1193.) Det finns en Torlak den heliges saga (Þorláks saga byskups hins helga) som innehåller flera mirakelberättelser. Sagan är säkert flera munkars verk, kanske också Gunnlaugs.

### Ambrosiussagan
Om Gunnlaugs "Ambrosiussaga" vet man inte mer än vad som står hos Arngrim. År 2005 gjordes ett försök av Katrín Axelsdóttir att identifiera sagan med Vita Sancti Ambrosii, som finns i Heilagra manna sögur. Äldre forskare, bland dem Finnur Jónsson, har tidigare avfärdat att detta skulle vara Gunnlaugs verk.

### Merlins spådom (Merlínússpá)
Detta kväde, som är uppdelat i två delar på tillsammans 171 strofer (68+103), brukar ibland kallas för en översättning eftersom innehållet har hämtats från två kapitel i sjunde boken av Geoffreys av Monmouth Historia regum Brittanniæ från cirka 1135. Men medan Geoffreys original är på prosa har Gunnlaug "översatt" innehållet till episk fornyrðislag efter mönster av Vǫluspá och liknande dikter. Dessutom har han gjort åtskilliga tillägg. Både inledningen och slutet av diktens första del är ur egen fatabur, liksom flera av de stridsskildringar som möter i dikten. Innehållet, som uppges förutsäga Englands öden fram till yttersta domen, är synnerligen dunkelt, och sammanhanget blir inte klarare av att Gunnlaug gör flitigt (miss)bruk av skaldekenningar. Dessutom frammanar han i bästa Nostradamusstil ett helt menageri av metaforer, vari framtida kungar och krigsherrar liknas vid ormar, vargar, björniglar, vildgaltar, leoparder, lejon, med mera. Hur spådomarna är tänkta att tolkas är nästintill omöjligt att säga. Strider mot muslimska araber förebådas, liksom "afrikamäns" härjningar i England. (II:29 (97); 73 (141)).
Intressant är att Gunnlaug i strof II:9 (77) identifierar den spåkunnige Merlin med helgonet Ambrosius. Kan det rentav ha varit Merlínússpá som var den "Ambrosiussaga" som Gunnlaug, enligt Arngrim, deklamerade från domkyrkans kor i Hólar? I så fall är det begripligt att den renlärige biskop Gudmund blev upprörd.
Merlínússpá finns i Breta sögur i Hauksbók.